# Gottschalk (1239–1241)
Abt Gottschalk (* unbekannt; † 28. Januar 1241 in Liesborn) war von 1239 bis 1241 Abt des Benediktinerklosters Liesborn.

## Leben
Gottschalk bekleidete zunächst das Amt des Priors im Benediktinerinnenkloster Oesede im Bistum Osnabrück. Dort war er von 1235 bis 1238 tätig. In dieser Zeit ist überliefert, dass er das Gut Honhorst an den Thesaurar Goswin von Clarholz verkaufte. Am 10. März 1239 wurde er dann zum siebten Abt des Klosters Liesborn gewählt. Benediziert wurde er vier Tage später durch den Bischof Ludolf von Münster. Er starb bereits zwei Jahre später am 28. Januar 1241 und wurde in der Turmkapelle in Liesborn beigesetzt.